# Pachodynerus linda
Pachodynerus linda är en stekelart som beskrevs av Menke 1986. Pachodynerus linda ingår i släktet Pachodynerus och familjen Eumenidae. Inga underarter finns listade i Catalogue of Life.